# Важковидобувні родовища вуглеводнів
Важковидобувні родовища вуглеводнів — родовища вуглеводнів, вилучення запасів вуглеводневої сировини з яких ускладнене наявністю хоча б одного із таких критеріїв:
- — нафти покладів відносяться до категорії високов'язких (з динамічною в'язкістю у пластових умовах понад 30 мПа·с);
- — колектори відповідних ділянок надр, у яких розміщені запаси вуглеводневої сировини, є низькопроникними (менше 0,05 мкм² для нафти і менше 0,02 мкм² для природного газу);
- — запаси нафти локалізовані у нафтових облямівках і підгазових зонах нафтогазоконденсатних родовищ із висотою нафтового покладу менш як 30 метрів і шириною не більше як 200 метрів;
- — ступінь вироблення початкових видобувних запасів нафти становить понад 80 %, природного газу — понад 85 %;
- — середня обводненість продукції нафтових покладів становить понад 80 % за умови вилучення понад 60 % початкових видобувних запасів;
- — у покладах газу з активним водонапірним режимом вилучено понад 40 % початкових балансових запасів газу;
- — у газоконденсатних покладах з початковим вмістом конденсату у пластовому газі понад 200 г/м³ вилучено понад 40 % початкових балансових запасів газу;
- — газоконденсатні поклади з початковими балансовими запасами газу становлять менше 0,5 млрд м³;
- — родовища розташовані у морських акваторіях.

## Якісна характеристика та структура важковидобувних запасів нафти в Україні
Якісна характеристика та структура важковидобувних запасів нафти в Україні виглядає наступним чином:
- — малопроникні колектори — 55,13 %
- — високообводнені поклади — 26,60 %
- — високовироблені поклади — 15,12 %
- — підгазові зони — 0,03 %
- — високов'язкі нафти — 3,12 %.

Особливістю будови продуктивних пластів більшості родовищ нафти і газу України є значне поширення низькопроникних колекторів із підвищеним вмістом глинистої складової, які вміщують значні запаси нафти. Низькопроникні колектори характеризуються складними техногенними процесами при розробці внаслідок зміни фільтраційно-ємнісних властивостей (ФЄВ), як за площею, так і за розрізом продуктивної товщі.

## Розробка нафтових родовищ із низькопроникними колекторами
Розробка нафтових родовищ із низькопроникними колекторами (НПК), вимагає застосування сучасних технологій, зокрема, з використанням свердловин із горизонтальними стовбурами (СГС). Низька, у ряді випадків, ефективність використовуваних технологій розробки пов'язана з недостатньо повним урахуванням геолого-промислових особливостей цих об'єктів розробки і складних техногенних процесів, що протікають у продуктивних пластах. Це призводить до істотної розбіжності фактичних і проєктних показників ефективності застосовуваних технологій, вибору нераціональних режимів роботи свердловин, зокрема, значень депресії вище критичних, що, у кінцевому підсумку, призводить до зниження обсягів видобутку нафти.
Для підвищення дебіту свердловин, які експлуатують низькопроникні колектори, найчастіше застосовуються технології закачу-вання кислот у продуктивні пласти. Хімічний склад реагентів, що використовуються при цьому, різноманітний: від водних розчинів соляної кислоти різної концентрації (5–28 %) до багатокомпонентних композицій. Технологічно виділяються методи із закачуванням кислотного складу без перевищення тиску гідророзриву пласта (ГРП) і кислотний ГРП (КГРП). Вибір конкретної технології залежить від початкових фільтраційно-ємнісних властивостей об'єкта розробки, ступеня їх зміни у процесі закачування кислот у свердловини та подальшого видобутку вуглеводнів. Не врахування фільтраційно-ємнісних властивостей може призвести до відсутності позитивного результату, а також псування обладнання. Технологія кислотного ГРП у низькопроникних колекторах спрямована на формування гідравлічних тріщин на значній відстані від стовбура свердловини (або розкриття мережі природних тріщин) високої провідності і збереження їх у часі. Взаємодія компонентів кислот із породою при кислотному ГРП відбувається при їх прокачуванні через гідравлічні тріщини. Негативним впливом кислоти є зниження міцнісних властивостей породи. Цьому явищу необхідно приділяти особливу увагу, оскільки дія значних горизонтальних напруг може призвести до зминання виступів у місцях дотику двох протилежних стінок тріщин і зниження провідності гідравлічної тріщини. У зв'язку з цим слід оцінювати провідність тріщин, створених із застосуванням різних технологій ГРП, у лабораторних умовах.
Аналіз стану видобутку нафти на багатьох родовищах України свідчить, що однією з основних причин зниження видобутку вуглеводнів є погіршення колекторських властивостей порід у привибійній зоні у процесі розкриття пластів та їх розробки. Численні вітчизняні та зарубіжні дослідження, виробничий і промисловий досвід свідчать, що в процесі буріння та освоєння свердловин погіршується фільтраційна характеристика привибійної зони пласта, що обумовлено проникненням у пласт фільтрату і твердої фази промивальної рідини. Залежно від конкретних умов буріння фільтрати промивальних рідин можуть проникати у продуктивні пласти на глибину в середньому до 1,5 м, а інколи і більше. При цьому вода або фільтрат промивальної рідини відтісняють нафту з привибійної зони вглиб пласта, зумовлюючи зниження проникності колектора на 50 % і більше. Недосконалість методів освоєння та експлуатації таких свердловин призводить до занижених показників їх експлуатації, внаслідок чого свердловини часто перебувають у бездії, хоча їх потенціал далеко не вичерпано.
Окрім цього, протягом тривалого періоду експлуатації свердловин також відбувається погіршення колекторських властивостей привибійної зони пласта у вигляді забруднення сольовими розчинами, відкладами асфальто-смолисто-парафінових речовин внаслідок термохімічних реакцій, змикання тріщин тощо. Залишкові запаси таких пластів і покладів теж здебільшого відносяться до важковидобувних.

## Залишкова нафта
Практично більшість великих нафтових родовищ України знаходяться на пізній стадії експлуатації, характеризуються значним ступенем вироблення запасів високопродуктивних покладів і високою обводненістю. Запаси залишкової нафти у виснажених пластах величезні. Вони є значним резервом нафтовидобувної промисловості. Підвищення коефіцієнта нафтовіддачі пласта із середніми запасами до 0,7–0,8 рівнозначне відкриттю нових родовищ.
Залишкова нафта у вироблених покладах переважно знаходиться у такому стані, що вилучення її звичайними методами розробки неможливе. Особливістю залягання залишкової нафти є нерівномірність насичення нею вмісних колекторів, яка проявляється на різних рівнях, починаючи від окремих пор (защемлена нафта) і закінчуючи окремими ділянками покладу.
Друга характерна риса залишкової нафти полягає у відмінності її фізичних властивостей від властивостей природної (первинної) нафти. При розробці покладу внаслідок взаємодії запомповуваної і пластової вод із природною
нафтою і пластом-колектором відбуваються різні зміни природних властивостей нафти і пласта. Форма і розподіл залишкових запасів нафти залежать від комплексу природних і штучних чинників, які визначають і кінцевий коефіцієнт нафтовилучення, а саме: в'язкість нафти, колекторські властивості пластів, початковий стан нафти і газу, режим розробки покладу, густота сітки свердловин тощо.
Стабілізації видобування нафти і газу для покладів, що знаходяться на пізній стадії розробки, можна досягнути широким впровадженням сучасних методів підвищення нафтовилучення та інтенсифікації видобування вуглеводнів. На нафтогазових родовищах України застосовуються різноманітні гідродинамічні, теплові, хімічні та інші методи підвищення нафтовіддачі. Слід звернути увагу на гостру необхідність розширення номенклатури сучасних методів підвищення нафтовіддачі, адже роботи з їх впровадження ведуться на невеликій кількості родовищ України через технічні та економічні причини.

## Високов'язкі нафти
Див. Важка нафта, Нафта неньютонівська, Ньютонівська нафта.
Ще одна категорія важковидобувних запасів нафти пов'язана із запасами важких високов'язких нафт.
Високов'язкі нафти — нафти, які не підлягають у своїй течії законові в'язкого тертя Ньютона (так звані неньютонівські нафти) характеризуються аномалією в'язкості при малих напругах зсуву, а також порушенням закону Дарсі при фільтрації в пористому середовищі (рухливість нафти при малих градієнтах тиску дуже низька).
Розробка покладів аномально в'язких нафт ускладнюється утворенням застійних зон, нафтовіддача при традиційних способах розробки низька, витіснення нафти водою призводить до швидкого обводнення видобувних свердловин.
Підвищення нафтовилучення покладів аномально в'язких нафт досягається термічним діянням на пласт, шляхом закачування розчинників, вуглекислоти, полімерних розчинів, створенням підвищених градієнтів тиску, вирівнюванням профілів приймальності. Для неглибоко залеглих покладів можуть бути застосовані кар'єрний, шахтний і шахтно-свердловинний способи розробки. Для транспортування трубопроводами аномально в'язких нафт їх на перекачувальних станціях підігрівають, уводять диспергатори парафіну.
Враховуючи великі прогнозні ресурси важкої нафти і природних бітумів в Україні, а також хоча й обмежений, але досить позитивний вітчизняний досвід їхнього розроблення, цей напрям освоєння вуглеводневого потенціалу надр треба віднести до пріоритетних. Необхідно інтенсифікувати отримання синтетичних вуглеводнів із виявлених покладів цих нафтидів на розроблюваних нафтових і газоконденсатних родовищах (Яблунівське, Бугруватівське, Скоробагатьківське, Решетняківське, Свидницько-Коханівське тощо), запровадити розробку родовищ важкої високов’язкої нафти і бітумів (Бахмацьке, Тванське, Холмське в північно-західній частині ДДз), а, головне, розпочати пошуки і розвідувальні роботи щодо покладів важкої нафти і природних бітумів у межах зазначених зон із перспективами відкриття їх значних запасів на невеликих глибинах.

## Інтернет-ресурси
- Методи розробки важких нафт і природних бітумів